# Dominik Ouschan
Dominik Ouschan (Hohenems; 28 de enero de 1984) es un árbitro de fútbol austriaco. Ha estado con la FIFA y la UEFA desde 2015. También ha liderado los partidos de la Bundesliga austriaca desde 2011.

## Trayectoria
El 31 de julio de 2011, Ouschan lideró su primer partido en la liga nacional austriaca. Durante el encuentro entre Red Bull Salzburgo y SV Mattersburgo (0-0) sacó la tarjeta amarilla en seis ocasiones. En un contexto europeo, debutó durante un partido entre Shamrock Rovers y Progrès Niedercorn en la primera ronda de la Europa League 2015-16 que término en 3-0 para el equipo local y Ouschan dio cinco tarjetas amarillas.
Pitó su primer partido internacional el 27 de mayo de 2016, cuando la República Checa ganó 6-0 a Malta con goles de Jaroslav Plašil, Milan Škoda, Roman Hubník, David Lafata, Tomáš Necid y Patrik Schick. Durante este duelo, Ouschan guardó las tarjetas en su bolsillo.
En la temporada 2016/17, el austriaco también lideró un partido en la máxima división del fútbol suizo, como es la Superliga de Suiza, al igual que sus compañeros Markus Hameter, Harald Lechner y Robert Schörgenhofer.